# Momar Njie
Momar Njie (* 26. August 1975 in Chamen) ist ein ehemaliger deutsch-gambischer Fußballspieler. Der Abwehrspieler kam wie sein Bruder Abdou-Rahman Njie in der gambischen Nationalelf zum Einsatz.

## Karriere
Njie trat im höherklassigen Amateurfußball erstmals 1998 in der zweiten Mannschaft von Tennis Borussia Berlin in Erscheinung, mit der er 1999 den Aufstieg in die Regionalliga Nordost erreichte. In der Saison 2000/01 kam er auch zu sieben Einsätzen in der ersten Mannschaft von TeBe Berlin, die sich nach dem Zweitligaabstieg auch in der Regionalliga Nord nicht halten konnte und als Tabellenschlusslicht in die Oberliga abstieg.
Njie verließ daraufhin den Verein und wechselte nach Österreich, kickte dort zunächst eine Saison beim Kremser SC, bevor er die folgende Saison beim SV Horn spielte. 2003 kehrte er nach Deutschland zurück und spielte gemeinsam mit seinem Bruder beim hessischen Oberligisten Borussia Fulda. 2004 wechselte er zurück nach Berlin und schloss sich dem SV Yeşilyurt Berlin an, verließ den Verein aber bereits nach einem halben Jahr wieder, um gemeinsam mit seinem Bruder bei Tasmania Gropiusstadt zu spielen. Zum Saisonende wechselten beide weiter zu den Reinickendorfer Füchsen, wo Momar Njie aber erneut nur ein halbes Jahr blieb. Anfang 2006 schloss er sich dem Oberligisten BFC Preussen an, für den er in zweieinhalb Spielzeiten zu insgesamt 65 Ligaeinsätzen kam.
Nach seinem Ende als aktiver Fußballer betätigte sich Njie als Co-Trainer im höherklassigen Berliner Fußball und war bei BFC Viktoria 1889, SV Altlüdersdorf, Tasmania Berlin, SV Lichtenberg 47 und TeBe Berlin tätig.
Zwischen 2003 und 2007 bestritt Njie mindestens fünf Länderspiele für Gambia.